# Daisy de Melker
Daisy Louisa C. De Melker (1er juin 1886 - 30 décembre 1932), (née Hancorn-Smith) connue comme Daisy de Melker, était une infirmière sud-africaine. Elle empoisonna deux maris avec de la strychnine afin de toucher leur assurance-vie, ainsi que son seul fils avec de l'arsenic pour des raisons encore peu claires. Elle est la deuxième femme à avoir été pendue en Afrique du Sud.

## Enfance
Daisy Hancorn-Smith est née à Seven Fountains près de Grahamstown, Afrique du Sud dans une famille de douze enfants. À douze ans, elle se rendit à Bulawayo, en Rhodésie (actuel Zimbabwe) pour vivre avec son père et deux de ses frères. Trois ans plus tard, elle occupait le poste d'interne à la "Good Hope Seminary School" au Cap.
Revenue en Rhodésie en 1903, elle ne dû pas trouver la vie rurale suffisamment intéressante et retourna en Afrique du Sud moins de deux ans après, où elle travailla à la maison de repos de Berea à Durban.
Pendant un de ses séjours en Rhodésie, elle tomba amoureuse de Bert Fuller, jeune fonctionnaire au département des Affaires indigènes à Broken Hill. Leur mariage était prévu pour le mois d'octobre 1907, mais Fuller mourut le jour même de leurs noces, avec Daisy à son chevet. Fuller légua cent livres à sa fiancée.
En mars 1909, environ dix-huit mois après la mort de Bert Fuller, Daisy épousa William Alfred Cowle, un plombier, à Johannesbourg. Elle avait 23 ans, lui 36. Le couple eut cinq enfants, dont quatre décédèrent : les premiers, des jumeaux, moururent en bas âge ; le troisième fut emporté par un abcès au foie ; le quatrième, souffrant de convulsions, mourut à l'âge de 15 mois. Le dernier et seul survivant, Rhodes Cecil, naquit en juin 1911.

## Premier assassinat: William, son second mari
Le matin du 11 janvier 1923, William Cowle tomba malade peu après la prise des sels d'epsom préparés par son épouse. Le premier médecin appelé à son chevet ne considéra pas son état comme sérieux et prescrivit un mélange de bromure. L'état de Cowle se détériora rapidement. Son épouse appela à l'aide ses voisins et fit venir un autre médecin qui trouva Cowle souffrant atrocement, bavant, cyanosé et hurlant de douleur au moindre contact. Il mourut peu après.
Confronté à ces symptômes, le deuxième docteur suspecta un empoisonnement à la strychnine et refusa de signer le certificat de décès. Une autopsie fut effectuée plus tard par le chirurgien temporaire de la zone, le docteur Fergus. Celui-ci diagnostiqua une néphrite chronique et une hémorragie cérébrale comme cause de décès. Daisy Cowle, légataire universelle de son mari, hérita de 1795 livres.

## Deuxième assassinat: Robert, son troisième mari
Trois ans après la mort de son premier mari, Daisy Cowle, alors âgée de trente-six ans, épousa un autre plombier de dix ans son aîné, Robert Sproat. En octobre 1927, Robert Sproat tomba lui aussi très malade, souffrant de graves spasmes musculaires semblables à ceux éprouvés par William Cowle, mais contre toute attente il guérit. Quelques semaines plus tard, il fut emporté par une deuxième attaque après avoir bu de la bière en compagnie de son épouse et de son beau-fils, Rhodes. Il mourut le 6 novembre 1927. Après l'avoir examiné, le docteur Mallinick, inscrivit sur le certificat de décès que la cause de la mort était une artériosclérose et une hémorragie cérébrale. Il n'y eut pas d'autopsie. Après la mort de Robert Sproat, sa veuve hérita de plus de 4 000 livres et de 560 livres de son fonds de pension.

## Troisième meurtre: Rhodes Cecil Cowle, son fils
Le 21 janvier 1931, Daisy Sproat se maria pour la quatrième fois avec un veuf, Sydney Clarence De Melker, qui, comme ses deux maris précédents, était plombier.
En février 1932, Daisy De Melker fit le voyage Germiston à Turffontein où elle acheta de l'arsenic dans une pharmacie. Elle utilisa son ancien nom, Sproat, et déclara vouloir du poison pour tuer un chat malade.
Moins d'une semaine plus tard, le mercredi 2 mars 1932, Rhodes tomba malade au travail après avoir bu du café provenant d'un thermos préparée par Daisy, sa mère. Un autre ouvrier, James Webster, ayant bu lui aussi très peu de ce café, tomba également très malade mais récupéra en quelques jours. Rhodes trépassa chez lui à midi le samedi suivant, le 5 mars 1932. Une autopsie fut effectuée et on déclara que la cause du décès était la malaria cérébrale. Rhodes fut inhumé au cimetière de Brixton le jour suivant.
Le 1er avril, De Melker toucha les cent livres de la police d'assurance-vie de Rhodes.

### Motifs de l'assassinat de son fils
À sa mort, Rhodes Cowle avait vingt ans. Les avis sur la personnalité de la victime étaient contradictoires, mais aucun ne fit la lumière sur le motif réel de Daisy de Melker pour l'assassinat de son fils. Pour ceux de ses deux premiers maris, le motif semblait être clairement le profit.
Une des hypothèses était que Daisy n'avait pas les moyens de verser à son fils la part d'héritage qui devait lui revenir à 21 ans. Une autre théorie faisait état de sa déception à l'égard de son fils qui ne lui rendait pas son affection.

## Arrestation, jugement et exécution
À l'époque de la mort de Rhodes, William Sproat, le frère du second mari de Daisy de Melker fit part de ses soupçons aux autorités. Le 15 avril 1932, la police obtint une décision judiciaire lui permettant d'exhumer les corps de Rhodes Cowle, Robert Sproat et William Cowle.
Le premier corps déterré était celui de Rhodes Cowle. L'exceptionnel état de conservation du cadavre était caractéristique de la présence d'arsenic en grande quantité. Le légiste du gouvernement isola des traces d'arsenic dans les viscères, l'épine dorsale et les cheveux. Des traces du strychnine furent trouvées dans les vertèbres des corps de William Cowle et de Robert Sproat. Leurs os montraient une décoloration rosâtre, suggérant l'ingestion de strychnine rose, qui était alors courante.
Des traces d'arsenic furent également trouvées dans les cheveux et les ongles de James Webster, le collègue survivant de Rhodes.
Une semaine plus tard, la police procéda à l'arrestation de Daisy De Melker pour l'assassinat des trois hommes. L'affaire de Melker, relayée par la presse, suscita l'intérêt du public. Le pharmacien de Turffontein, à qui Daisy avait acheté l'arsenic, reconnut De Melker grâce à une photographie dans un journal et l'identifia comme Mme D.L. Sproat, signataire du registre des poisons.
Le procès de De Melker dura trente jours. Soixante témoins furent cités par la couronne et trente par la défense (en). La Couronne employa les services du Dr. J.M. Watt, expert en toxicologie et du professeur de pharmacologie à l'université du Witwatersrand. Avant de rendre son verdict, le juge précisa que l'empoisonnement de Cowle et Sproat n'avait pu être prouvé de manière concluante. Pour le troisième assassinat, cependant, il en était venu « à la conclusion indéniable » que De Melker avait assassiné son fils, aux motifs suivants :
- Rhodes Cowle était mort d'un empoisonnement à l'arsenic.
- Le flacon du café avait des traces d'arsenic.
- L'accusée avait mis de l'arsenic dans le flacon.
- La thèse du suicide était impensable.

Daisy De Melker, âgée de 46 ans, fut condamnée à mort par pendaison, et exécutée le matin du 30 décembre 1932 à la prison centrale de Pretoria.

## Daisy De Melker dans la culture populaire
De Melker devint une icône sud-africaine et un mythe populaire. Si une porte était ouverte par le vent on disait que « c'était le fantôme de Daisy de Melker ». Si les cheveux d'un enfant étaient ébouriffés et sauvages, on disait « tu ressembles à Daisy de Melker ».
La rumeur dit que l'esprit de De Melker hante la salle 7 de l'hôpital pour enfants du Transvaal, devenu aujourd'hui maison de transition de Florence, à Braamfontein. C'est là qu'elle travailla en tant qu'infirmière et acquit sa connaissance des poisons.
En 1993 une mini-série de télévision lui a été consacrée, avec Susan Coetzer dans le rôle principal.
En septembre 2005, Robert Coleman tenait le premier rôle d'un spectacle musical "Daisy bien pendu" en tant que « Daisy ». Il fit une représentation à la prison des femmes sur la colline de la constitution à Johannesbourg, où de Melker avait été emprisonnée avant son exécution. Ce spectacle tenta de transformer la figure sévère de de Melker en femme fatale tueuse de mari.